# Tarasiwka (rejon tulczyński)
Tarasiwka (ukr. Тарасівка) – wieś na Ukrainie, w obwodzie winnickim, w rejonie tulczyńskim, w hromadzie Tulczyn. W 2001 liczyła 866 mieszkańców, wśród których 843 wskazało jako ojczysty język ukraiński, 20 rosyjski, 1 bułgarski, a 2 inny.